# Долене (Бугарска)
Долене је насељено место у општини Петрич у области Благоевград, Бугарска. Према попису из 2021. године било је 12 становника.
Према бугарском географу и историчару, Василу Канчову, у Долену је 1900. године живело 600 Словена хришћана.